# 江振鵬
江振鵬（？—1650年11月28日），字翼雲，福建邵武府泰寧縣人，明朝、南明政治人物。

## 生平
江振鵬是天啟元年（1621年）福建鄉試舉人，崇禎十六年（1643年）任懷遠知縣，治政有聲威，陞任通安知州時因北京失陷未赴任。永曆初年他自營繕員外郎，擢官工部右侍郎，代理尚書，輔助瞿式耜守衛桂林。
其時邊境軍事緊急，江振鵬對長子江荀龍說：「回去吧！我報答君父，你教育子弟，不要掛念我。」次子江白龍前往桂林，很快桂林失陷，他絕食而死；妻子謝氏、江白龍及幼子江懷龍都跟著自殺，桂林人為他們立祠祭祀。三子江燭龍後來到桂林護送靈柩回鄉。

## 引用
1. ↑  錢海岳《南明史·卷三·本紀第三》：（永曆四年）十一月乙卯，……尚書于元燁、侍郎丁朝棟、江振鵬，巡撫許啟洪，將軍李當瑞，總兵胡祖虞、羊明節等死之……
2. 1 2  錢海岳《南明史·卷五十六·列傳第三十二》：江振鵬，字翼雲，泰寧人。天啟元年舉於鄉。授懷遠知縣，以威惠稱。遷通安知州，未赴。永曆初，以營繕員外郎，累擢工部右侍郎，佐瞿式耜守桂林。覩疆事日急，命長子荀龍曰：「歸矣！我酬君父，汝教子弟，勿我念也。」時季子白龍方問之桂。值桂林陷，振鵬不食卒。妻謝、白龍及幼子懷龍，俱從死，桂林人立祠祀之。其後仲子燭龍入桂，扶服扶柩歸。
3. ↑  康熙《泰寧縣志》：振鵬號翼雲，崇禎癸未選廣西懷遠知縣。冰潔春和，抑虐扶良，化獞猺，興斯文，寬稅革耗。陞雲南通安州守，未抵任，聞北變，後簡工部員外，駐桂林。囑長子荀龍歸曰：今即與汝永訣。丙戌，季子白龍由間道趨省，共效艱危，志未克殫，俱歿於官。